# Державина, Дарья Алексеевна
Да́рья Алексе́евна Дья́кова (8 марта 1767 — 16 июня 1842) — помещица, меценат, вторая жена поэта Г. Р. Державина, унаследовавшая после его смерти усадьбу «Званка», на базе которой по её воле был основан Званский женский монастырь.

## Биография
Одна из пяти дочерей сенатского обер-прокурора, статского советника Алексея Афанасьевича Дьякова от брака его с княжной Авдотьей Петровной Мышецкой. Одна сестра была женой поэта В. В. Капниста, другая (Мария) — архитектора и поэта Н. А. Львова, третья — графа Я. Ф. Стенбока.
Получила домашнее светское образование и воспитание, особенно любила музыку и сама играла на арфе. Родственные связи родителей доставили дочерям знакомства в высшем петербургском обществе. Красавицы-сестры блистали на вечерах Л. А. Нарышкина и составляли кадриль великого князя Павла Петровича.
По смерти отца (в 1791 году), Дарья Алексеевна жила в Ревеле у сестры, графини Стенбок, с которой в конце 1794 г. приехала в Петербург, где вскоре ей сделал предложение Г. Р. Державин, овдовевший за полгода перед тем. Дарья Алексеевна была раньше знакома с Екатериной Яковлевной Державиной, первой женой поэта («Пленирой»), и пользовалась расположением последнего как невестка его двух ближайших друзей, Львова и Капниста. 31 января 1795 году состоялась её свадьба, причем жениху было 51, а невесте 28 лет; они не были влюблены друг в друга, и брак этот, как сознавался и сам Державин, был основан более на чувстве давнишней дружбы и на благоразумии, нежели на страсти.

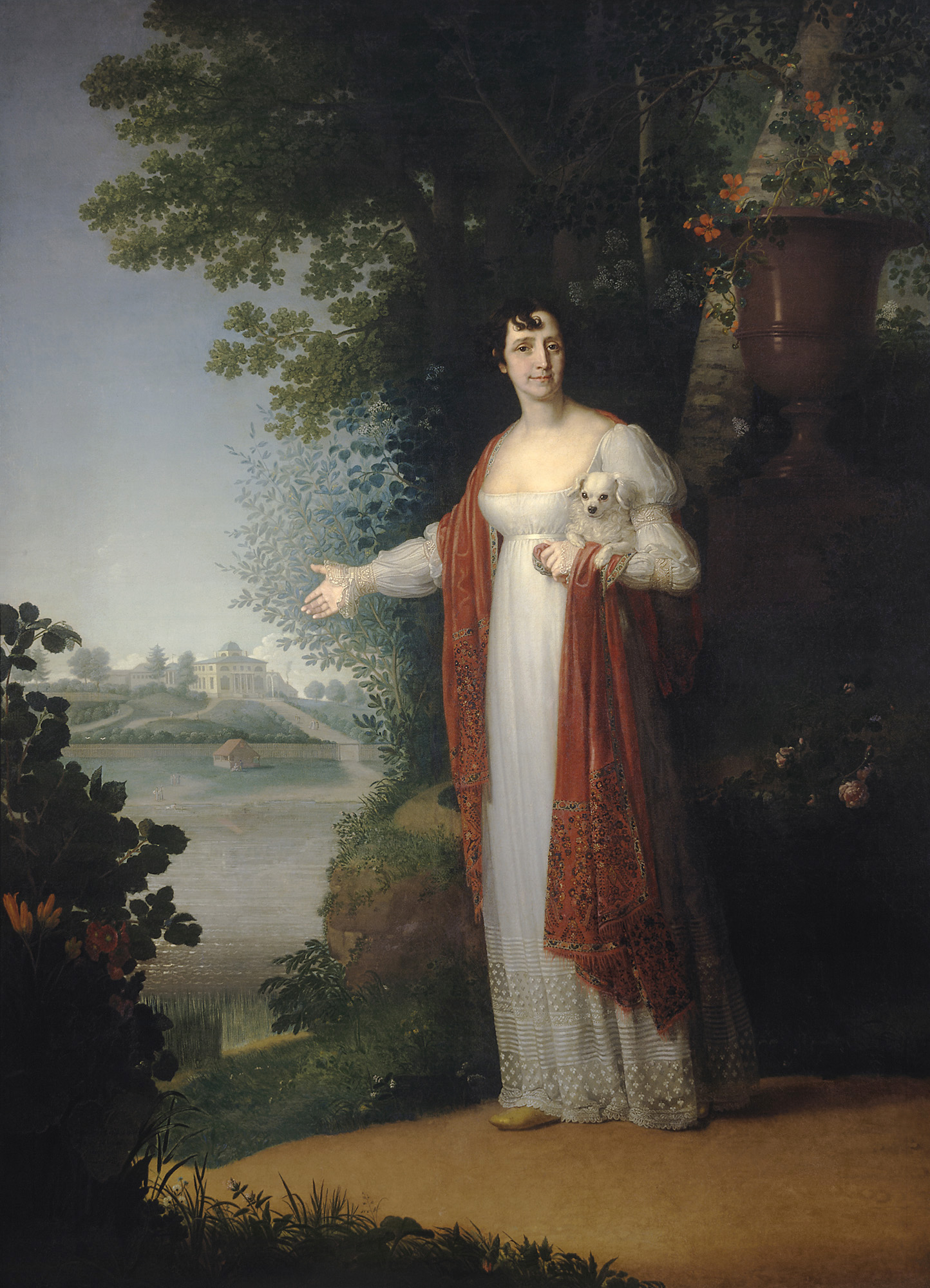
Дарья Державина на портрете В. Л. Боровиковского (1813)

По характеру своему Дарья Алексеевна во многих отношениях представляла полную противоположность первой жене поэта: насколько та была весела, общительна, любила светскую жизнь, настолько Дарья Алексеевна «была сосредоточена в самой себе, сдержана и суха в обращении, даже с близкими людьми, часто не любезна к друзьям своего мужа», особенно если ей казалось, что присутствие их может вредно отозваться на его здоровье, о котором она чрезвычайно заботилась; однако, она была «добра, благотворительна, справедлива, великодушна и потому, несмотря на свои недостатки, была любима и уважаема жившими с нею; она не терпела злословия и никогда не позволяла при себе дурно говорить об отсутствующих.

В ней были неизъяснимые противоречия: при видимой холодности, она иногда, среди разговора, вдруг растрогается и отойдет в сторону, чтобы никто не видел её слез». Она всячески старалась устранить и освободить от домашних забот своего непрактичного мужа, и, не имея своих детей, все заботы перенесла на него и на хозяйство, которым управляла сама; бесконтрольно распоряжаясь всем состоянием мужа, до покупки и продажи земель включительно, она сумела значительно улучшить его, хотя берегла своих крестьян и не отягощала их оброками. Её племянница, вспоминая о 1813 годе, писала:
Тётка наша была в то время еще хороша собой, большого роста, чрезвычайно стройна и с величественным видом своим имела много приятности. Несмотря на знатность и богатство своё, она любя порядок, собственными руками мыла, когда было нужно, все кружева и шемизетку свои и гладила их.
Смерть мужа была для неё весьма тяжелым ударом, она с трудом от него оправилась и с тех пор, большею частью, уединенно и скромно жила в «Званке», завещанной ей мужем. Впоследствии она подружилась со своими соседями — графом Аракчеевым из усадьбы Грузино, графиней А. А. Орловой-Чесменской и архимандритом Фотием, который склонен был приписывать себе большое влияние на Дарью Алексеевну, считая, что она «дщерью его учинилась». Д. А. Державина пережила супруга на четверть века. Она скончалась 16 июня 1842 года в «Званке» и погребена рядом с мужем в Хутынском монастыре.

## Память
Духовным завещанием своим Державина оставила 30 тыс. рублей ассигнаций на стипендии в Казанском университете и капитал на учреждение приюта для освобождаемых из-под стражи. Желая увековечить существование «Званки» и память своего мужа, она завещала, кроме того, 50 тысяч ассигнациями на учреждение в этом имении Знаменского женского монастыря, на содержание которого распорядилась внести 100 тыс. рублей асс. в Опекунский совет. Званский монастырь с женским при нём училищем, получившим название «Державинского», был открыт только в 1869 году.
Муж-поэт посвятил своей «Милене» несколько стихотворений, например: «Мечта», «К Музе», «Желание», «Даше приношение», «К портрету». По словам биографа, Дарья Алексеевна «была красавица высокого роста и крупных форм, величавая, но холодная; правильным чертам её недоставало одушевления и живости».

## Источник текста
- Русские портреты XVIII и XIX столетий. Издание Великого князя Николая Михайловича. Том 1. № 40.